# لوری هیوز
لوری هیوز (به انگلیسی: Laurie Hughes) بازیکن فوتبال زادهٔ ۲ مارس ۱۹۲۴ اهل انگلستان که سابقهٔ بازی در تیم ملی فوتبال انگلستان را در کارنامهٔ خود دارد. وی در تاریخ ۲۵ ژوئن ۱۹۵۰ نخستین بازی ملی خود را در مقابل تیم ملی فوتبال شیلی انجام داد و با حضور در ۳ بازی ملی، در تاریخ ۲ ژوئیه ۱۹۵۰ واپسین بازی ملی‌اش را در برابر تیم ملی فوتبال اسپانیا برگزار کرد.